# Art transgressif
L'art transgressif se rapporte à des formes d'art qui visent à transgresser, à savoir indigner ou violer les conventions ou sensibilités,,,. Le terme « transgressif » fut d'abord employé par le réalisateur américain Nick Zedd et son Cinema of Transgression. Zedd y décrit ses racines avec des réalisateurs underground tels que Andy Warhol, John Waters et Kenneth Anger, et la relation qu'ils partagèrent avec Zedd et ses amis de New York au début des années 1980, des artistes comme Richard Hell, le groupe Fœtus ou la poétesse-chanteuse Lydia Lunch.

## Définition
D'un point de vue universitaire, nombre de traces de transgression peuvent être trouvées dans toute œuvre d'art considérée par certains comme offensante du fait de son potentiel choquant, des artistes français du Salon des Refusés au dadaïsme ou au surréalisme. Les philosophes Mikhaïl Bakhtine et Georges Bataille ont publié des travaux sur les natures de la transgression. Le livre le plus complet sur le mouvement transgressif des débuts est peut-être Deathtripping: The Cinema of Transgression par Jack Sargeant.
Les œuvres transgressives partagent des thèmes avec l'art traitant de dislocation psychologique et de maladies mentales. Des exemples de cette relation, entre transgression sociale et exploration des états mentaux relatifs à la maladie, incluent nombre d'activités et travaux des dadaïstes et surréalistes et, dans la littérature, L'Étranger d'Albert Camus ou L'Attrape-cœurs de J. D. Salinger.

### Évolution du mouvement
Depuis la fin des années 1990 un nouveau groupe d'artistes transgressifs est apparu. En Chine, quelques artistes se sont fait connaître en produisant de l'art transgressif, dont Zhu Yu,, qui obtint une notoriété quand il publia des images de lui-même mangeant ce qui semblait être un fœtus humain, Yang Zhi Chao pour de l'art corporel extrême, et Peng Yu qui tue des animaux.

## Artistes
Sans doute le plus célèbre artiste transgressif du début des années 1980, Richard Kern commença en faisant des films à New York avec les célèbres acteurs underground Nick Zedd et Lung Leg. Il réalisa par la suite des clips vidéos pour des artistes comme les Butthole Surfers et Sonic Youth. 
Les artistes transgressifs suivants dans les années 1990 couvrirent les champs de la littérature, de l'art, de la musique, particulièrement GG Allin, Lisa Crystal Carver, Jean-Louis Costes et Dame Darcy. Avec ces artistes vint une emphase plus importante sur la vie (ou la mort) elle-même en tant qu'art, au-delà de la description d'un certain état d'esprit en images ou en musique. Ils furent les instruments de la création d'un nouveau type d'art et de musique visionnaire, et influencèrent des artistes tels que Alec Empire, Cock E.S.P., Crash Worship, Usama Alshaibi, Liz Armstrong, Lennie Lee, Weasel Walter, Andy Ortmann, et le travail plus tard exposé dans la bande dessinée Hate de Peter Bagge.
Cependant, le terme peut être aussi appliqué à la littérature transgressive. Des exemples récents incluent Trainspotting par Irvine Welsh, Blood and Guts in High School par Kathy Acker, American Psycho par Bret Easton Ellis, Fight Club par Chuck Palahniuk, et la nouvelle The Enormous Space par J. G. Ballard. Ces travaux traitent de problèmes considérés comme au-delà des normes sociales. Leurs personnages abusent de drogues, sont impliqués dans des comportements violents et peuvent être considérés comme sexuellement déviants.
Parmi les travaux d'art transgressif les plus connus du grand public on trouve des sculptures, collages et installations qui cherchent délibérément à offenser les sensibilités catholiques. On y trouve le Piss Christ d'Andres Serrano, montrant un crucifix dans un bocal d'urine, et The Holy Virgin Mary par Chris Ofili, une toile multimédia partiellement composée d'excréments d'éléphant.